# فرانك ديلغادو (ملحن)
فرانك ديلغادو هو ملحن وكاتب أغاني كوبي، ولد في 19 أكتوبر 1960.

## وصلات خارجية
- فرانك ديلغادو على موقع IMDb (الإنجليزية)
- فرانك ديلغادو على موقع ميوزك برينز (الإنجليزية)
- فرانك ديلغادو على موقع ديسكوغز (الإنجليزية)